# 稀疏网格
稀疏网格是表示、积分或插值高维函数的数值计算技术。最初是由俄罗斯数学家Sergey A. Smolyak （Lazar Lyusternik的学生）基于稀疏张量积构造发展。高效实现此类网格的计算机算法后来由Michael Griebel和Christoph Zenger 开发。

## 维度诅咒
表示多维函数的标准方式是采用张量或完全网格。故用于存储、运算的基函数或节点的数量与维数指数增加。即使以今天的计算能力，也不可能处理超过 4 或 5 维的函数。
维度诅咒可以表示为使用{\displaystyle N_{l}}个格点进行{\displaystyle l}阶积分积分误差。若函数的正则性为{\displaystyle r}，即{\displaystyle r}次可微，维数为{\displaystyle d}，则
{\displaystyle |E_{l}|=O(N_{l}^{-{\frac {r}{d}}})}

## Smolyak求积法则
Smolyak 发现了基于单变量求积规则{\displaystyle Q^{(1)}}的计算上更为高效的多维函数积分方法。对{\displaystyle d}维函数{\displaystyle f}，Smolyak积分{\displaystyle Q^{(d)}}一个函数的可以写成具有张量积的递归公式：
{\displaystyle Q_{l}^{(d)}f=\left(\sum _{i=1}^{l}\left(Q_{i}^{(1)}-Q_{i-1}^{(1)}\right)\otimes Q_{l-i+1}^{(d-1)}\right)f}
{\displaystyle Q}的下标是离散化的水平，我们不妨令一维{\displaystyle i}阶的积分要对{\displaystyle O(2^{i})}个点求值。正则性为{\displaystyle r}的函数的误差估计是：
{\displaystyle |E_{l}|=O\left(N_{l}^{-r}\left(\log N_{l}\right)^{(d-1)(r+1)}\right)}

## 延伸阅读
- Brumm, J.; Scheidegger, S. . Econometrica. 2017, 85 (5): 1575–1612. doi:10.3982/ECTA12216.
- Garcke, Jochen. Garcke, Jochen; Griebel, Michael , 编.  (PDF). Springer. 2012: 57–80  [2022-01-07]. ISBN 978-3-642-31702-6. （原始内容 (PDF)存档于2022-01-07）.
- Zenger, Christoph. Hackbusch, Wolfgang , 编.  (PDF). Vieweg. 1991: 241–251  [2022-01-07]. ISBN 3-528-07631-3. （原始内容 (PDF)存档于2022-01-22）.